# Гёроглы (Туркменистан)
Гёроглы (туркм. Görogly, ранее — Тахта, Тагта) — город в этрапе, административный центр Гёроглынского этрапа Дашогузского велаята Туркменистана.
Расположен в 20 км южнее Дашогуза.

## История
Являлся посёлком городского типа в Тахтинском районе Ташаузской области Туркменской ССР.
В июне 2016 года постановлением Меджлиса Туркменистана посёлок Гёроглы Гёроглынского этрапа был отнесён к категории города в этрапе. Одновременно в состав города были включены сёла Сазаклы генгешлика имени Махтумкули, Акдерек, Поласолтан генгешлика Туркменёлы.

## Население
Население города — 26 770 (2022 год).
| Год       | 1959 | 1970 | 1979 | 1989   | 2010   | 2022   |
| --------- | ---- | ---- | ---- | ------ | ------ | ------ |
| Население | 3186 | 5955 | 8267 | 11 501 | 18 660 | 26 770 |

## Экономика
В городе работали хлопкоочистительный и 2 кирпичных завода.

## Достопримечательности
- Исмамут-ата
- Памятник  в честь Победы в Великой Отечественной войне. Архивировано из оригинала 15 мая 2017 года..